# 南京市大厂高级中学
南京市大厂高级中学简称南京大厂中学，原校建成于1956年。现今是由南京市南化第一中学和原南京市大厂中学于2005年合并建成。

## 合并风波
在两校合并的时候，原南京市南化一中的教职工对学校冠名方式不满以及对校方的行为表示愤怒。